# Brezovica Petrovska
Brezovica Petrovska is een plaats in de gemeente Petrovsko in de Kroatische provincie Krapina-Zagorje. De plaats telt 146 inwoners (2001).